# Scincella monticola
Scincella monticola (карликовий сцинк гірський) — вид сцинкоподібних ящірок родини сцинкових (Scincidae). Мешкає в Китаї і В'єтнамі.

## Поширення і екологія
Гірські карликові сцинки мешкають в Китаї, на заході Сичуаню, південному заході Юньнаню та в Шаньсі, а також на півночі В'єтнаму, де були зафіксовані в провінціях Лангшон, Каобанг і Дьєнб'єн. Можливо, вони також зустрічаються на півночі Лаосу. Гірські карликові сцинки живуть в гірських тропічних лісах та на високогірних луках, у вічнозелених чагарникових заростях, трапляються на плантаціях і поблизу людських поселень. Зустрічаються на висоті від 339 до 3960 м над рівнем моря, у В'єтнамі на висоті до 1520 м над рівнем моря.